# 테크니컬 다이빙

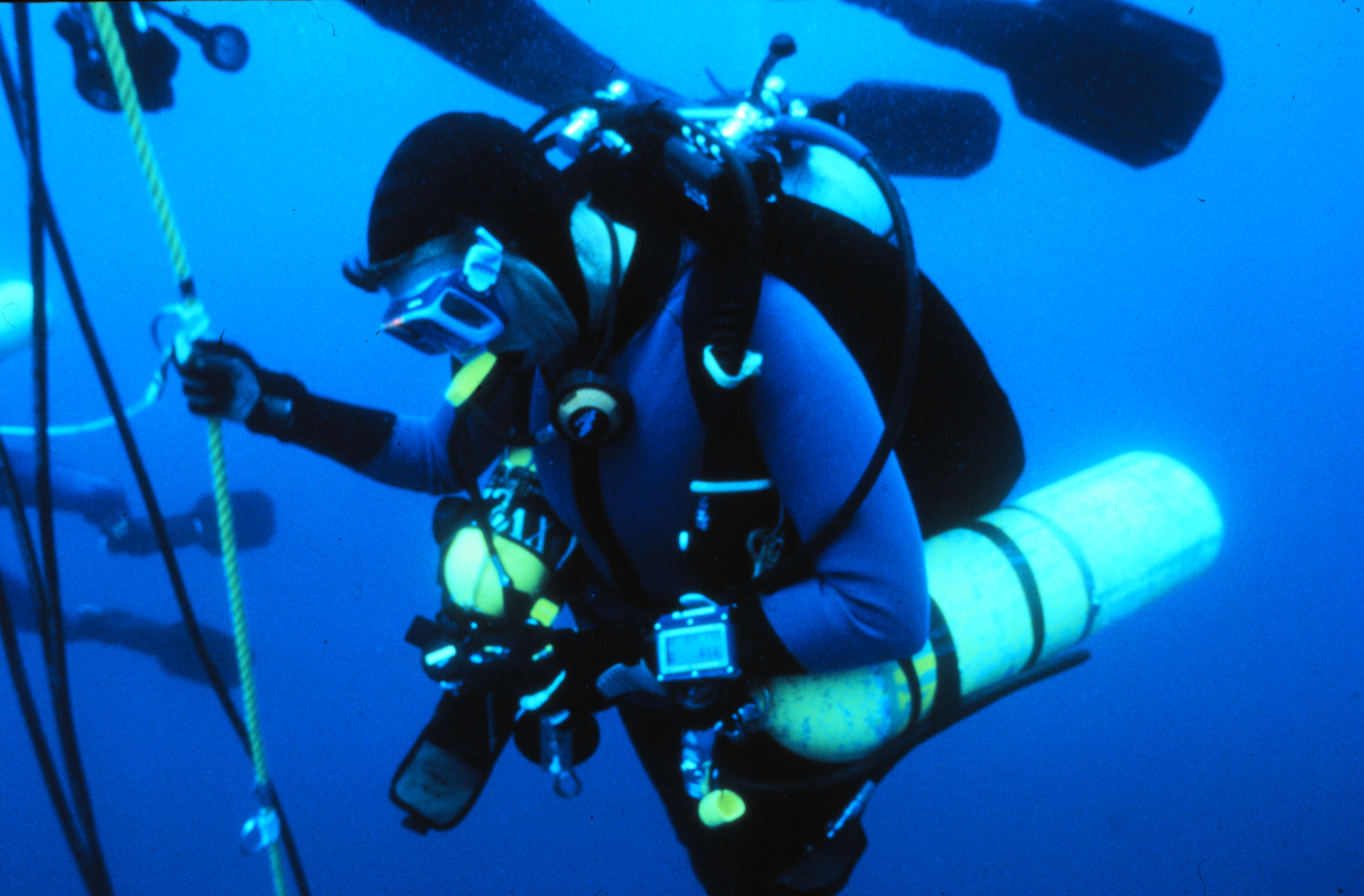
멈춰서 감압을 하고 있는 테크니컬 다이버

테크니컬 다이빙(technical diving)이란 오버헤드 환경(폐쇄환경)과 감압(가상 폐쇄환경)을 동반하는 깊은 심도로의 잠수를 뜻한다.